# Pau Figueres
Pau Figueres Cabacés (Barcelona, 7 de julio de 1989) es un músico, guitarrista, productor y compositor español que viene de las tradiciones de la guitarra clásica, flamenca y moderna.

## Trayectoria artística
Empezó a tocar a los 7 años y a trabajar como músico de directo y de estudio a los 16, desde entonces ha participado en innumerables sesiones de grabación y ha colaborado con artistas muy variados en cuanto a estilo y contexto musical. Ha actuado como solista clásico, solista con orquesta y cuartetos de cuerda, grupos de música de cámara, bandas de rock, como músico acompañante de cantantes, en grupos de jazz, pop, folk, flamenco. Estudió guitarra clásica desde los 8 años y finalizó la carrera en la Escola Superior de Música de Catalunya (ESMUC) con Zoran Dukic.
Su trabajo discográfico de debut se publicó en 2015 con el título homónimo Pau Figueres, con el que gana el Premio Enderrock 2016 de la crítica al mejor disco de folk de 2015. En 2018 publica su segundo disco como solista: Nada nuevo bajo el sol.
Como instrumentista ha colaborado en discos de muy diversos artistas y ha sido productor del EP de la cantante estadounidense Hayley Reardon «In The Good Light» (Tone Tree Music, 2022), el segundo y tercer álbumes de Judit Neddermann «Un segon» (Satélite-K, 2016)  y «Nua» (Satélite-K, 2018), el primer disco de Gemma Humet «Si canto enrere» (Satélite-K, 2015), el proyecto de Nacho Melús de Flamenco-Gospel «Heaven & Earth», y coproducido el disco de jazz-mediterránea de Carles Gutiérrez «Tot és ara» (Microscopi, 2022). Desde 2019 a 2022 acompañó a Alejandro Sanz durante toda LaGira de su disco El disco.
Además de guitarrista acompañando en conciertos a un gran número de artistas como Mayte Martín, Alessio Arena, Rufus Wainwright o Maro, Pau Figueres lidera el cuarteto instrumental "Pau Figueres Quartet" junto a Darío Barroso (guitarra), Ismael Alcina (bajo eléctrico) y su hermano Arnau Figueres (percusión). Ha tocado dos veces en la ceremonia de los Latin Grammy en Las Vegas, en 2019 con Alejandro Sanz y en 2021 con C. Tangana.

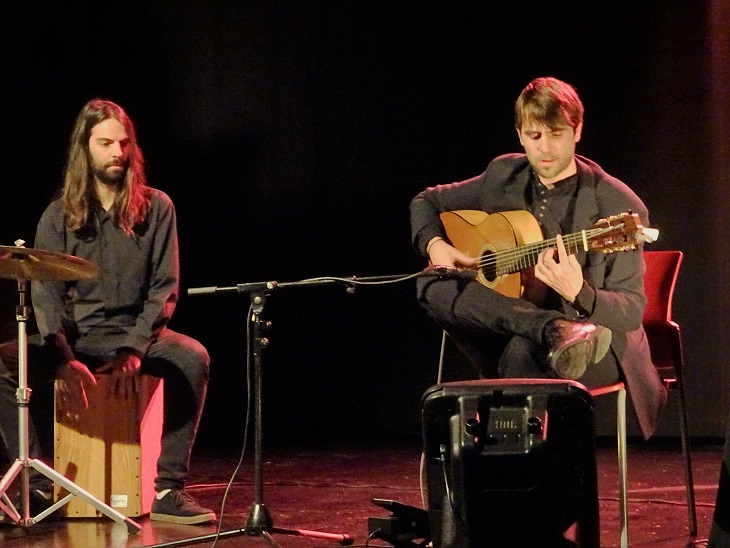
Pau Figueres acompañado en escena a la percusión por su hermano Arnau Figueres. Barcelona, diciembre de 2022

En 2024 publica su tercer disco de estudio bajo el título de Latido, y en 2025 publica, junto a la cantautora Judit Neddermann, el disco conjunto «Judit Neddermann & Pau Figueres» con el que realizan una gira de conciertos.

## Discografía como solista
- Pau Figueres [2015].
- Nada nuevo bajo el sol [2018].
- Latido [2024].